# Юдин, Николай Николаевич
Никола́й Никола́евич Ю́дин (15 [28] марта 1911 года, село Столпино, Костромская губерния — 6 мая 1993 года, город Заволжск, Ивановская область) — участник Великой Отечественной войны, стрелок 459-го стрелкового полка 42-й стрелковой дивизии 49-й армии 2-го Белорусского фронта, Герой Советского Союза.

## Биография
Родился 28 марта 1911 года в селе Столпино ныне Кадыйского района Костромской области в семье крестьянина. Русский.
Образование начальное. Рано остался без отца. В 1936 году приехал в город Кинешму. Работал вахтёром на химическом заводе имени Фрунзе в посёлке Заволжье (ныне город Заволжск). В 1939 году перешёл на работу в торговую сеть «Заволжского сельпо».
В июле 1941 года был призван в Красную Армию Кинешемским райвоенкоматом. На фронте с декабря того же года. В январе 1944 года в боях под городом Оршей в составе 274-й стрелковой дивизии был тяжело ранен. После госпиталя вернулся на фронт. Особо отличился в боях при освобождении Белоруссии летом 1944 года.
Указом Президиума Верховного Совета СССР от 24 марта 1945 года за образцовое выполнение заданий командования и проявленные мужество и героизм в боях с немецко-фашистскими захватчиками гвардии красноармейцу Юдину Николаю Николаевичу присвоено звание Героя Советского Союза с вручением ордена Ленина и медали «Золотая Звезда» (№ 8288);
После войны сержант Юдин демобилизован. Вернулся на родину. Жил и работал в городе в Ярославле, затем вернулся в Заволжск Ивановской области. Работал маляром на хлебозаводе, жестянщиком в СМУ-5. Член ВКП(б) с 1949 года. Активно участвовал в патриотической воспитательной работе, в создании Книги памяти. Являлся почётным гражданином города Заволжска.
Умер 6 мая 1993 года. Похоронен на городском кладбище города Заволжска.

## Награды
- Медаль «Золотая Звезда» Героя Советского Союза;
- орден Ленина;
- орден Отечественной войны I степени;
- орден Отечественной войны II степени;
- орден Славы III степени;
- медали, в том числе:
  - медаль «За отвагу».

## Память
- Бюст Героя установлен на Аллее Героев перед зданием военкомата в городе Заволжске.
- На доме в Заволжске, в котором жил Н. Н. Юдин, установлена мемориальная доска.
- Имя Н. Н. Юдина увековечено на мемориалах Героев в городах Иваново и Кинешма.
- В селе Столпино, где родился Герой, его именем названа улица.